# Dayr al-Qassi
Dayr al-Qassi är en avfolkad palestinsk by 23 kilometer nordöst om staden Akko, Israel. Efter stridigheter med Arab Liberation Army efter staten Israels grundande fördrevs byns 2 300 palestinska invånare 1949 till Libanon av israelisk militär. Samma år grundades den judiska bosättningen Elkosh i området och intakta byggnader bland ruinresterna i byn används bland annat som lagerlokaler av jemenitiska judar.